# Brigitte Wujak
Brigitte Wujak (Karl-Marx-Stadt, 6 marzo 1955) è un'ex lunghista tedesca, vincitrice della medaglia d'argento alle Olimpiadi di Mosca 1980 con la misura di 7,04 m.
Questa misura al tempo fu record nazionale e rimase il suo primato personale. Attualmente è quarta nelle liste tedesche di tutti i tempi dietro Heike Drechsler, Helga Radtke e Sabine John.
Fu settima agli Europei 1982 e si ritirò nel 1984. La sua squadra di appartenenza era la SC Dynamo Berlin.
Nel 1979 detenne la miglior prestazione mondiale stagionale con 6,90 m.

## Altre competizioni internazionali
1977
- Coppa Europa di atletica leggera ( Helsinki)

1979
- Coppa Europa di atletica leggera ( Torino)